# Guglielmo di Malmesbury
Guglielmo di Malmesbury (in latino Guillelmus Malmesburiensis; Wiltshire?, 1085-1090 circa – 1143 circa) è stato un monaco cristiano e storico britannico, dell'ordine benedettino dell'abbazia di Malmesbury, nel Wiltshire (Wessex), divenuto noto come cronista.
Era uno spirito curioso e attento: si nutrì delle numerose opere presenti nei codici della biblioteca della sua abbazia, in particolare di quelle di Beda il Venerabile. Inoltre ebbe l’occasione di visitare molte altre abbazie e di leggere i libri lì conservati, diventando uno degli europei più colti della sua epoca.
Si dedicò soprattutto alla scrittura di testi storici e agiografici, oltre ad essere precentore, bibliotecario ed insegnante nella propria abbazia. Il suo ideale di vita fu Beda, che definì vir maxime doctus et minime superbus; la stessa unione di passione per lo studio e rifiuto di perseguire una carriera ecclesiastica si trova anche nella vita di Guglielmo. La sua opera maggiore furono i Gesta Regum Anglorum.

## Biografia
Della vita di Guglielmo le informazioni principali ci vengono dalle sue stesse, scarse, indicazioni. La data di nascita è dibattuta: nel suo commento al libro biblico delle Lamentazioni, scritto poco dopo il 1135, egli dichiara di essere quadrigenarius, ossia quarantenne. È possibile che questa non sia un’indicazione precisa; secondo Thomson potrebbe essere nato qualche anno prima, tra il 1085 e il 1090, anche perché Guglielmo sostiene di essere stato testimone e di ricordare un miracolo avvenuto nel 1096. Non abbiamo indicazioni sul luogo della sua nascita, che presumibilmente dovrebbe essere stata nei dintorni di Malmesbury (ad esempio nel Somerset, nel Dorset o nello Wilthshire).
Nei Gesta Regum Anglorum accenna al fatto di essere nato da una famiglia mista, ossia probabilmente da padre normanno e madre inglese. Il padre doveva essere abbastanza benestante per permettersi di finanziare una prima educazione del figlio, che poi fece entrare da bambino o adolescente nell’abbazia benedettina di Malmesbury. Sembrerebbe che Guglielmo abbia studiato anche altrove, a Glastonbury o Canterbury: capitava all’epoca che questa opportunità fosse data a monaci giovani e portati per lo studio.
Della sua educazione è lui stesso a fornirci un resoconto:
Tornato a Malmesbury, venne incaricato dall’abate Goffredo di Jumièges di far accrescere la biblioteca monastica di Malmesbury con acquisizioni e copie, attività tramite cui iniziò ad appassionarsi alla storia. Verso gli anni ‘20 Guglielmo fu nominato precentore, con alcune responsabilità liturgiche e soprattutto un incarico da bibliotecario. Non fu però mai troppo interessato alla carriera e, negli anni ‘40, rifiutò la carica di abate. Rappresentò l’abbazia ai concili di Winchester nel 1139 e 1141.
La svolta della sua vita fu l’incarico, da parte della regina Matilde (morta nel 1118), di scrivere dei legami tra la famiglia reale inglese e sant’Aldelmo, fondatore dell’abbazia di Malmesbury. Guglielmo inizialmente rispose alle domande della nobile inviandole un breve foglietto; la regina allora gli chiese una spiegazione più ampia e solenne. Ebbero così inizio i Gesta Regum Anglorum, una storia secolare dell’Inghilterra dall’arrivo degli Angli e dei Sassoni nel 449 e, più ampiamente, dalla morte di Beda (735) ai suoi giorni; oltre a quest’opera Guglielmo scrisse i Gesta pontificum Anglorum per occuparsi della storia ecclesiastica inglese. Negli stessi anni Guglielmo lavorava anche ad altre opere, come il Liber pontificalis (storia dei papi), finito nel 1119. Una prima versione dei Gesta Regum Anglorum fu terminata nel 1126 ma Guglielmo continuò a lavorarci per anni, aggiungendo progressivamente la narrazione degli anni 1120-1128.
Per scrivere i suoi libri, Guglielmo non consultò solo la biblioteca di Malmesbury ma ebbe l’occasione di vedere numerose biblioteche monastiche. Thomson ipotizza un viaggio di un anno, verso il 1115, dedicato solo alla ricerca di fonti.  Sicuramente Guglielmo visitò la Christ Church di Canterbury due volte: la prima tra il 1109 e il 1115, la seconda probabilmente tra il 1122 e il 1125. La prima redazione dei Gesta Regum suggerisce che sia stato a Oxford, dove svolse le sue ricerche negli archivi della chiesa di Santa Frideswide. Certamente visitò anche Bury. Diversi altri viaggi si desumono dai Gesta Pontificum. Secondo quanto sostiene Rodney Thomson si possono ipotizzare diversi spostamenti del monaco attraverso l’Inghilterra meridionale e dell’est, soprattutto in cattedrali e monasteri del suo ordine; si aggiunge a questi anche un lungo viaggio nell’estremo nord dell’isola. È poi probabile che si sia recato all’estero almeno una volta.
Poco dopo il 1129 Guglielmo visitò Glastonbury: a questo viaggio è legata la scrittura delle vite di quattro santi locali (Patrizio, Dunstano, Indract e Benigno) e della monografia storica De antiquitate Glastoniensis ecclesiae. Andò a Worcester due volte, una prima e una dopo il 1124; tra 1124 e 1142 scrisse la Vita di San Vulstano.
Tra il 1137 e il 1139 il canonico di Cirencester Roberto di Cricklade scrisse una lettera lodando l’abilità di Guglielmo come autore riferendosi alla Defloratio Gregorii, alle Laudes et miracula beatae virginis Mariae e al Liber super explanationem Lamentationum Ieremiae prophetae. Questa è l’unica menzione di Guglielmo che abbiamo da parte dei suoi contemporanei. Le Laudes et miracula beatae virginis Mariae sono un testo agiografico, gli altri due testi invece servivano come ausilio nelle attività di insegnamento di Guglielmo, che per questa ragione creò alcune riduzioni o raccolte di opere ad uso scolastico.
Il suo progetto finale fu l'Historia novella, iniziata verso il 1140 e pensata come una continuazione dei Gesta Regum Anglorum. In essa si accenna a un evento accaduto nel 1143; questa è l’ultima data che possiamo associare alla vita dell’autore.
È impressionante la sua cultura. Guglielmo fu un lettore onnivoro, che studiò quasi tutto quello che era disponibile a un uomo inglese della sua epoca. Possiamo ricostruire che lesse circa 400 opere, di qualsiasi argomento, ma con una particolare predilezione per le opere patristiche (consueta per un monaco medievale) e con uno spiccato interesse per la letteratura classica greca (tradotta) e romana. È proprio questa conoscenza dei classici che, a parere dello stesso Guglielmo, lo rese noto nel suo tempo. Il suo bagaglio culturale emerge dalle citazioni e dai riecheggiamenti presenti nelle sue opere; da ciò si può notare anche la sua predilezione per Virgilio e Cicerone. Ogni volta che Guglielmo venne a conoscenza dell’esistenza di un’opera che non aveva già a disposizione fece qualsiasi cosa in suo potere per ottenerla. Questa ricerca intensiva di particolari opere antiche, a lui note dalla loro menzione in altri testi, lo rese quasi unico tra i letterati del XII secolo. Un altro aspetto, allora inconsueto, della sua cultura fu l’interesse per i primi scrittori inglesi. Lesse oltre a Beda, che scrive in latino, anche opere in antico inglese di Ælfric, Coleman ed Æthelwold. Qualcosa si può ricostruire anche rispetto ai rapporti con gli intellettuali della sua epoca: Guglielmo conobbe Giovanni di Worcester, Eadmer di Canterbury e Alexander di Canterbury e forse anche Facirius di Abington, Oderico Vitale e Simeone di Durnaham.

## Opere storiche

### Gesta regum anglorum
I Gesta Regum Anglorum sono una delle tre principali opere storiografiche di Guglielmo. Si compongono di 5 libri e il loro scopo è quello di narrare la storia dell’Inghilterra per colmare il vuoto tra l’opera di Beda e quella di Eadmero di Canterbury.

### Gesta Pontificum Anglorum
I Gesta Pontificum Anglorum sono una delle opere principali di Guglielmo di Malmesbury. Vengono scritti in seguito alla prima redazione dei Gesta Regum, dunque non prima del 1124-1125; inizialmente è probabile che le due opere siano concepite come parte di un lavoro unitario.
I Gesta Pontificum constano di 278 capitoli divisi in cinque libri. È presentata una rassegna dei vescovi di tutte le diocesi inglesi, dall’arrivo del missionario Agostino nel 597 fino agli anni ‘20 del XII secolo, periodo di composizione dell’opera.
Essa costituisce la fonte storica più importante per il periodo successivo alla morte di Beda il Venerabile, avvenuta nel 730 e in particolare per gli anni che seguono la conquista normanna.
I cinque libri dei Gesta Pontificum narrano la vita di personaggi quali vescovi, arcivescovi e santi seguendo un ordine geografico, ma anche storico e gerarchico.
Il libro I riguarda gli arcivescovi di Canterbury e i vescovi di Rochester.
Il libro II riguarda i vescovi di Londra, dell’Anglia orientale e del Wessex.
Il libro III riguarda gli arcivescovi di York e i vescovi di Lindisfarne e Durnham.
Il libro IV riguarda i vescovi dell’antico regno di Mercia.
Il libro V riguarda la vita e i miracoli di Sant’Aldelmo e la storia dell’abbazia di Malmesbury, luogo in cui vive l’autore stesso.

### De antiquitate Glastoniensis Ecclesiae
Il De antiquitate Glastoniensis Ecclesiae è un’opera storiografica di Guglielmo di Malmesbury, che riguarda gli avvenimenti legati all’abbazia di Glastonbury, dalla sua fondazione all’anno 1126.
L’opera è nota per riportare le leggende che hanno reso Glastonbury una seconda Roma nell’opinione popolare inglese del XII-XIII secolo. In realtà molte delle storie più sensazionali sono state aggiunte dai monaci dell’abbazia, in seguito alla morte dell’autore.

### Historia Novella
L'Historia Novella è l’ultima opera scritta da Guglielmo, che ci lavora a partire dal 1140 fino al 1143. I primi due libri vengono completati a pochi mesi di distanza durante la primavera del 1141, il terzo viene iniziato nei primi mesi dell’anno successivo. L’argomento scelto è la storia dell’Inghilterra contemporanea, dal 1126 al 1142, e in particolare le lotte dinastiche che seguirono la morte dell’imperatore Enrico V e che opposero la sua consorte Matilde d’Inghilterra al di lei cugino Stefano. Guglielmo, che con una breve lettera di prologo iniziale dedica il libro a Robert di Gloucester, si pronuncia a favore di Robert e soprattutto di Matilde, mentre nel corso del libro accusa Stefano di non rispettare i patti e di non garantire la necessaria sicurezza alle chiese inglesi. È interessante che, se inizialmente il progetto di Guglielmo è anche quello di mostrare tramite la storia le opere della giustizia divina, che favorisce i buoni e condanna i malvagi, gli eventi degli anni successivi rimettano in discussione questa visione ottimistica, tanto gli eventi gli appaiono un “inestricabile labirinto” che Dio forse permette, forse ordina. In ogni caso, Guglielmo non intende venir meno al proprio compito di storico; in alcuni casi anzi qui può essere un testimone diretto degli avvenimenti (come accade per quanto riguarda il concilio di Winchester). Rispetto alla scansione interna, il primo libro è dedicato agli eventi avvenuti tra il 1126 e il 1138, il secondo al biennio 1139-1140 e il terzo a quello 1141-1142. In tutti i dieci manoscritti medievali sopravvissuti, l'Historia Novella circola assieme ai Gesta Regum Anglorum; esiste poi un manoscritto del XVI secolo in cui il testo è copiato indipendentemente.

## Opere agiografiche ed esegetiche

### Laudes et miracula beatae virginis Mariae
Le Laudes et miracula beatae virginis Mariae sono un testo dedicato ai miracoli mariani.  Vengono finite tra il 1136 e il 1139: Roberto di Cricklade le cita, lodandole, nella sua lettera. Dovevano però essere state iniziate qualche anno prima, dato che nel prologo del secondo libro Guglielmo parla di un periodo di interruzione della scrittura dovuto a una lunga malattia. Nell’Inghilterra del tempo stava crescendo la devozione mariana, promossa soprattutto dai benedettini. Guglielmo apporta il suo contributo con un’opera in due libri che in 53 capitoli racconta alcuni dei miracoli che Dio ha operato grazie all’intercessione della Vergine, rappresentata come mediatrice tra l’uomo e Dio. L’opera è preceduta da un prologo che sottolinea l’importanza di Maria; particolare è che Guglielmo, pur sostenendo la tesi dell’Assunzione, sia colpito dalla mancanza di una tradizione patristica in merito. Ci sono inoltre un prologo all’inizio del secondo libro e un epilogo di preghiera personale. Sia il prologo che alcuni dei miracoli hanno avuto anche una circolazione indipendente, ma l’opera nel suo insieme è conservata solo in due manoscritti di cui, inoltre, uno è lacunoso e in cui l’ordine dei miracoli è parzialmente diverso. Guglielmo dice di voler offrire a Maria una corona di miracoli che raccontino come lei abbia beneficato persone di ogni grado, condizione o sesso; Thomson e Winterbottom nella loro edizione ricostruiscono questo ordine (vescovi, abati, sagrestani e monaci nel primo libro; chierici, preti, laici, donne e altri miracoli meno incasellabili nel secondo). Guglielmo cita eventi miracolosi che riguardano l’Inghilterra, la Francia, la Germania, l’Italia, la Spagna e anche l’area orientale e meridionale del Mediterraneo, riprendendo in parte narrazioni precedenti ma riscrivendole con un’inconsueta attenzione per il contesto storico e geografico. Di questi miracoli, sei hanno una netta impronta antisemita. Lo stile è elegante e Guglielmo non manca di mostrare la propria erudizione classica.
I miracoli sono l’oggetto anche di un altro libro di Guglielmo, i Miracula beati Andreae. Il testo, conservatosi in quattro manoscritti oggi della British Library, è inedito ad eccezione del prologo e dell’epilogo, pubblicati da Stubbs. Si tratta comunque di un’abbreviazione dal Liber de miraculis beati Andrea apostoli attribuito a Gregorio di Tours.

### Vita sancti Wulfstani
La Vita sancti Wulfstani è scritta per il convento di Worcester e il suo priore Warin, probabilmente come ringraziamento per aver permesso a Guglielmo di consultare i libri della biblioteca dell’abbazia. È la traduzione in latino della vita di san Vulstano di Worcester (1008-1095) narrata in antico inglese da Coleman, monaco della sua stessa comunità. L’agiografia di Coleman, che si basava su testimoni diretti, è oggi persa; il suo materiale fu sfruttato anche da Giovanni di Worcester. Sembra che sia stata la prima agiografia scritta da Guglielmo, dato che ne accenna come progetto già nei Gesta Regum Anglorum. L’autore dichiara quali sono le sue operazioni di innovazione rispetto al modello: omette alcuni discorsi diretti (che non riteneva attendibili), taglia varie riflessioni moralistiche, aggiunge due storie (una raccontatagli dal priore Nicola, l’altra da un prete di Bruton) e tace i nomi dei testimoni in quanto “barbari”. In sei settimane, Guglielmo traduce i tre libri della vita di Vulstano, valorizzando questo santo ricco di zelo riformatore. Il primo libro racconta l’esistenza di Vulstano dalla nascita alla conquista normanna, il secondo gli anni successivi e il terzo il suo carattere e la sua morte e sepoltura. Tutti i libri riportano numerosi miracoli riguardanti Vulstano, ma in particolare il secondo libro è quasi interamente dedicato a quelli accaduti durante o dopo la sua morte. Questa vita, così legata al contesto di Worcester, non circola molto: ce ne rimangono cinque manoscritti.

### Vita sancti Dunstani
La Vita sancti Dunstani è scritta, come quelle di Patrizio, Benigno e Idract (che però ci sono giunte frammentarie) per i monaci di Glastonbury. La Vita sancti Dunstani è l’ultima ad essere stata composta: lo si ricostruisce perché nel De antiquitate Glastoniensis ecclesiae Guglielmo accenna alle altre tre agiografie come concluse da qualche anno, mentre questa sua opera storica e la vita di Dunstano si citano a vicenda. Entrambi i lavori vengono preparati verso il 1129-1130 circa. Erano stati previsti tre libri ma oggi ne rimangono solo due e non sappiamo se l’ultimo sia mai esistito. Come fonti principali, Guglielmo utilizza Beda, un’agiografia in antico inglese oggi perduta, Osbern di Canterbury ed Eadmero di Canterbury. In quel momento, l’eredità spirituale di Dunstano e le sue stesse reliquie erano contese tra due comunità, quella di Glastonbury in cui fu abate e quella di Canterbury in cui fu arcivescovo. Eadmero, grande amico di Guglielmo, aveva smentito con forza la leggenda che il corpo di Dunstano fosse stato spostato a Glastonbury. Guglielmo si muove prudentemente: nei primi due libri non fa neppure un accenno al luogo di sepoltura del santo, come invece sarebbe stato normale almeno nel prologo di dedica a Glastonbury (certo di questo problema avrebbe dovuto parlare nel terzo libro, che però forse non fu mai scritto), ma per dimostrare il proprio appoggio alla comunità dei suoi committenti critica con una durezza eccessiva l’agiografo canterburiense Osbern e cita il meno possibile Eadmero. Nella scrittura, Guglielmo si comporta come gli è abituale: s’impegna a ricostruire il contesto storico e, rispetto alle fonti, elimina alcuni discorsi diretti e le osservazioni moralistiche. Della vita di san Dunstano sono evidenziate soprattutto le azioni a favore dei monaci che lui intraprese e il dono della profezia che ricevette. Il testo ci è tramandato attraverso un solo manoscritto; un altro contiene solo qualche brano.

### Vita sancti Patricii, Vita sancti Benignii, Passio sancti Indracti
Queste tre agiografie appartengono alla stessa committenza del monastero di Glastonbury per cui Guglielmo scrisse anche il De antiquitate Glastoniensis ecclesiae e la Vita sancti Dunstani. Nel De antiquitate Guglielmo le cita come già concluse; possiamo datarle al periodo tra 1126 e 1129 circa.
Della Vita sancti Patricii restano alcuni estratti trascritti nel XVI secolo da John Leland, che poi in parte riscrisse questa agiografia. Come fonti Guglielmo usa la Vita secunda, la Vita tertia e la Vita quarta su Patrizio, oltre che alcuni scritti dello stesso santo (la Confessio e la Lettera a Coriticus).
La Vita sancti Benignii è un’opera perduta. Possiamo ricostruire qualcosa del suo contenuto perché fu usata come fonte da Giovanni di Glastonbury, da Giovanni di Thynemouth e in una poesia anglonormanna sul santo. Guglielmo sembra attingere per il contesto storico alla Vita tertia di Patrizio.
Anche la Passio sancti Indracti è un’opera perduta. Della storia del santo non abbiamo nessuna fonte precedente; la Vita scritta da Guglielmo viene usata come fonte da Giovanni di Glastonbury,  da Giovanni di Thynemouth e dal manoscritto Bodl. Libr., MS Digby 112.

### Liber super explanationem Lamentationum Ieremiae prophetae
Il Liber super explanationem Lamentationum Ieremiae prophetae è un commento esegetico in quattro libri al libro biblico delle Lamentazioni, preparato verso il 1136. Guglielmo dichiara che lo sta scrivendo per un amico che gli ha chiesto un’abbreviazione del commento di Pascasio Radberto. Dopo anni passati a dedicarsi alla storia, nota l’autore, è arrivato il momento di un lavoro diverso, che lo allontani dal mondo e lo infiammi d’amore verso Dio. Pur basandosi su Pascasio, Guglielmo fa un lavoro originale, scegliendo e aggiungendo numerose citazioni principalmente bibliche e patristiche, ma non solo. A causa dell’inserimento di queste citazioni, la “riduzione” alla fine risulta lunga praticamente quanto l’originale (anzi il primo libro risulta di estensione nettamente maggiore). Le Lamentazioni vengono commentate dal punto di vista storico (Guglielmo chiama così la spiegazione letterale dello stile di Geremia e degli eventi da lui narrati, di solito preceduta dalla descrizione del significato della lettera ebraica con cui inizia il verso), da quello allegorico (le parole del profeta vengono messe in relazione con la storia di Cristo o della Chiesa) e da quello morale (per cui si cerca il significato di ogni versetto per la singola anima). Emerge la visione negativa di Guglielmo sia rispetto al proprio presente che rispetto al popolo ebreo. L’opera è sopravvissuta integralmente in un solo manoscritto mentre un altro è stato danneggiato dal fuoco. In un terzo si conservano alcuni estratti dell’opera.

## Opere minori
Gli anni che seguono la realizzazione delle opere maggiori mostrano un Guglielmo riflessivo e disilluso che si dedica alla teologia.
Guglielmo era un vorace lettore e collezionava opere nella biblioteca della sua abbazia, volumi che giungevano a lui grazie a conoscenze esterne o che lui stesso reperiva in seguito a lunghi viaggi. Da questa passione per il libro e la storia nasce un ampio numero di raccolte idiografe che riguardano i suoi autori pagani e cristiani preferiti (delle quali in alcuni casi riusciamo a risalire alle date di copiatura del testo grazie a dei riferimenti interni e al collegamento con altri lavori di Guglielmo):
- Abbreviatio Amalarii De ecclesiasticis officiis
- Collectio Ciceronis et ps. Quintiliani operum [ca. 1120][35]
- Collectio Ciceronis operum philosophicorum
- Collectio de computo operum [prima del 1125]
- Collectio de historia Francorum operum
- Collectio de historia Romana operum [a. 1129]
- Collectio de iure canonico operum [ca. 1130]
- Collectio de re militari operum [ca. 1125]
- Collectio operum philosophicorum
- Collectio theologicorum operum
- Deflorationes ex libris beati Gregorii papae
- Deflorationes ex manualibus De orthographia ps. Capri, Agroecii, Bedae et Alcuini
- Editio Anselmi Cantuariensis Epistolae
- Editio Cassiodori De orthographia
- Editio Iohannis Scotti Eriugenae Periphyseon

Di attribuzione incerta è la Genealogia Henrici II, che potrebbe essere di Guglielmo o di Aelredo di Rievaulx; l'opera descrive Enrico II d’Inghilterra e espone le vicende del suo regno.

### Liber pontificalis
Oltre ad interessarsi della storia dei re Angli e dei vescovi Guglielmo compilò una storia del papato, che ci è giunta in due manoscritti. L’opera fu realizzata circa nel 1119. Doveva avere un’ampiezza simile ai Gesta Regum Anglorum, ma essere molto più primitiva nella forma. Uno degli aspetti più interessanti di questo testo è proprio la sua datazione, che possiamo considerare precedente alle due opere principali. Non possediamo scritti di Guglielmo relativi ai periodi della sua prima educazione e l’analisi del Liber Pontificalis ci permetterebbe di seguire la crescita stilistica dell’autore.

### Polyhistor
L’opera è così diversa dalle altre dell’autore che si dubita della sua paternità. Il titolo, di origine greca, appare dibattuto e non è univoco nei tre manoscritti che lo riportano. Pare dovesse significare “molte storie”.
Nel prologo l’autore si rivolge al monaco novizio Guthlac, che gli ha chiesto quali libri pagani leggere al fine di vivere una vita buona e ricca.
Il testo comincia in realtà citando testi che non sono pagani, e in particolare Ermete Trismegisto e Agostino (di quest'ultimo cita il De civitate Dei e il sermone Contra quinque haereses). Sembra l’aggancio fondamentale per poi passare a consigliare il De senectute, il De amicitia e il De officiis di Cicerone e conclude le sue raccomandazioni con le Philippicae e le Academicae Quaestiones.
L’impressione che l’opera suscita è quella di non dare primaria importanza alla morale cristiana, ma alla ricerca di una vita buona seguendo anche gli ideali di umanità pre-cristiani.

### Altre opere perdute
1) De serie quattuor evangelistarum libri quindecim: un commento agli evangelisti canonici in 15 libri.
2) Chronica: non ci è giunta una cronaca in tre libri, che si ipotizza coprisse l’arco cronologico dal 1125 al 1135, periodo storico assente tanto nella Historia Novella quanto nei Gesta Regum Anglorum. L’impostazione doveva essere sempre concentrata principalmente sulla politica inglese, senza escludere però la presenza di divagazioni.
3) Itinerarium Iohannis abbatis: il testo doveva essere la cronaca di un viaggio che l’abate di Malmesbury aveva compiuto presso la città di Roma.

## Edizioni
- Guglielmo di Malmesbury, El libro De laudibus et miraculis Sanctae Mariae de Guillermo de Malmesbury, OSB (c. 1143), a cura di J.M. Canal, Alma, Roma, 1968.
- Guglielmo di Malmesbury, Gesta regum: le gesta del re degli Angli, a cura di I. Pin. Edizioni Studio, Tesi Pordenone, 1992.
- Willelmi Malmesbiriensis Monachi, de Gestis Pontificum Anglorum libri quinque, a cura di N.E.S.A. Hamilton, Rolls Series 52, Londra, prima ed. 1870, ristampa 1964.
- Willelmi Malmesbiriensis Monachi, de Gestis Regum Anglorum libri quinque & Historiae Novellae, libri tres, a cura di W. Stubbs, Rolls Series 90, Londra, prima ed. 1887-9, ristampa 1964, 2 voll.
- William of Malmesbury, Chronicle of the Kings of England, a cura di J.A. Giles, George Bell and Sons, Londra, 1847.
- William of Malmesbury, Gesta Pontificum Anglorum, a cura di M. Winterbottom e R.M. Thomson, Clarendon Press, Oxford, 2007, 2 voll.
- William of Malmesbury, Gesta Regum Anglorum (Deeds of the English Kings), a cura di R. A. B. Mynors, R. M. Thomson, M. Winterbottom, Oxford University Press, Oxford, 1998, 2 voll.
- William of Malmesbury: Historia Novella (The Contemporary History), a cura di by K.R. Potter, Oxford University Press, Oxford, 1999.
- William of Malmesbury, Miracles of the Blessed Virgin Mary; a cura di R.M. Thomson e M. Winterbottom, The Boydell Press, Woodbridge, 2015.
- William of Malmesbury, Polyhistor; a cura di H. Testroet Ouellette, Medieval & Renaissance texts & studies, Binghamton, 1982.
- William of Malmesbury, Saints' Lives: Lives of SS. Wulfstan, Dunstan, Patrick, Benignus and Indract, a cura di M. Winterbottom e R. M. Thomson, Oxford University Press, Oxford, 2002.
- William of Malmesbury, The Deeds of the Bishops of England (Gesta Pontificum Anglorum), a cura di D. Preest, Boydell press, Woodbridge, 2002.
- William of Malmesbury, The Early History of Glastonbury, a cura di John Scott, The Boydell Press, Woodbridge, 1981.
- William of Malmesbury, The Historia novella by William of Malmesbury, a cura di K.R. Potter, Thomas Nelson and sons, Londra, 1955.
- William of Malmesbury, The life of Edward the Second by the so-called Monk of Malmesbury, [Vita Edwardi secundi Monachi cuiusdam Malmesberiensis], a cura di N. Denholm-Young, Nelson, Londra - Edimburgo – Parigi, 1957.